# Zdeněk Burian

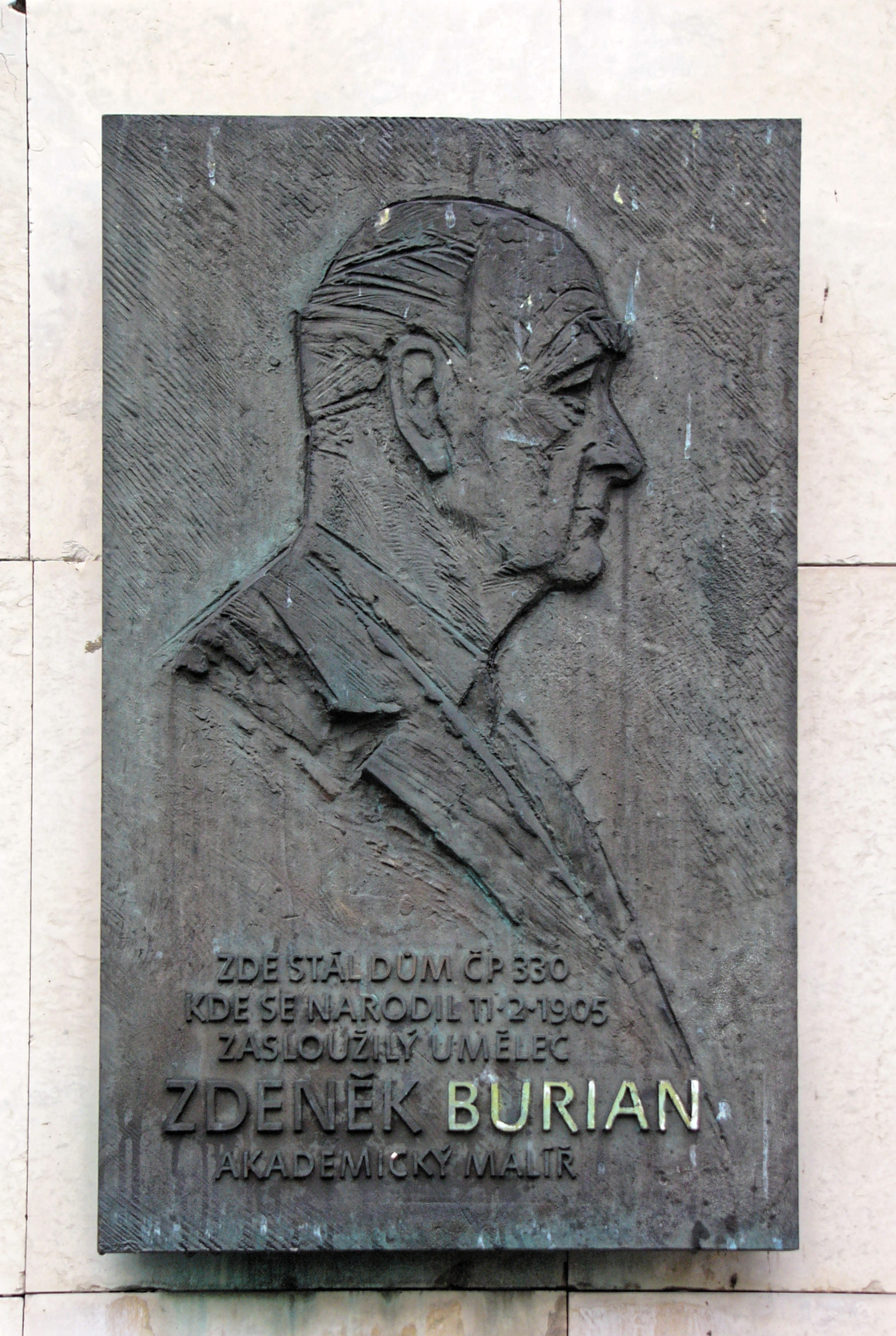
Tablica pamiątkowa w Koprzywnicy

Zdeněk Michael František Burian (ur. 11 lutego 1905 w Koprzywnicy na Morawach, zm. 1 lipca 1981 w Pradze) – czeski malarz i ilustrator, słynny głównie z rekonstrukcji paleontologicznych. 

## Życiorys
Jego twórczość oceniana jest na około 15 000 obrazów i szkiców, a liczne ilustracje znalazły się w ponad 500 książkach. W latach 60. rekonstrukcje Buriana stały się bardzo popularne także na Zachodzie. Początkowo jego prace wyraźnie inspirowane były pracami amerykańskiego artysty Charlesa R. Knighta z czasem ewoluując, a znakiem rozpoznawczym Buriana stała się dbałość o krajobrazy. Swoje rekonstrukcje opierał na współpracy z paleontologami Josefem Augustą i Zdenkiem Špinarem. Liczne dzieła Buriana były szablonowymi wyobrażeniami takich wymarłych zwierząt jak Pteranodon, Elasmosaurus, Tylosaurus, Diplodocus, Brachiosaurus, Brontosaurus, Styracosaurus, Tyrannosaurus czy Trachodon. Z powodu odkryć w latach 80-90 XX w. i późniejszych, które zmieniły poglądy na wygląd dinozaurów, rekonstrukcje Buriana mają dziś w większości charakter historyczny.
Obecnie oryginały prac artysty można oglądać m.in. w Muzeum Zdeňka Buriana w Štramberku.
Na cześć Josefa Augusty i Zdenka Buriana nazwany został gatunek triasowego archozauromorfa Augustaburiania vatagini oraz kredowy ornitopod Burianosaurus augustai.